# Personennahverkehrsgesellschaft Bad Salzungen

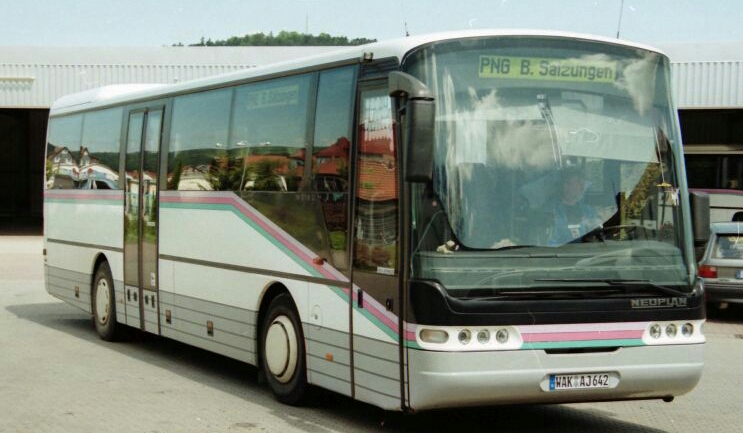
Neoplan Überlandbus der PNG (2008)

Die Personennahverkehrsgesellschaft Bad Salzungen mbH (PNG) war ein kommunales Busunternehmen, welches 1991 durch Umfirmierung aus der Kraftverkehr Bad Salzungen GmbH entstand. Diese wiederum war Nachfolgerin des VEB Kraftverkehr Bad Salzungen, der im Jahr 1952 gegründet wurde.
Die PNG betrieb bis zum 10. Oktober 2017 eine Linie im Bad Salzunger Stadtverkehr sowie Regionallinien im Altlandkreis Bad Salzungen und war Mitglied in der Verkehrsgesellschaft Wartburgkreis.
In den 1990er Jahren bis Anfang der 2000er Jahre wurde durch die PNG der Sole-Reisemobilhafen, ein Reisemobil-Stellplatz in Bad Salzungen verwaltet.
Nach der Fusion mit der Kommunalen Personennahverkehrsgesellschaft Eisenach mbH (KVG) wurde sie zum 10. Oktober 2017 durch formwandelnde Umfirmierung in die ebenfalls kommunale Verkehrsunternehmen Wartburgmobil gkAöR (VUW) überführt.